# Katzbach (Diesenleitenbach)
Der Katzbach ist ein linker Nebenfluss des durch den Diesenleitenbach gebildeten Urfahrer Sammelgerinnes – bis zur Regulierung durch den Bau des Kraftwerks Abwinden der Donau – in Oberösterreich. An diesem Fluss liegt auch die gleichnamige Ortschaft und Katastralgemeinde Katzbach (bis 1938 zur Gemeinde St. Magdalena gehörend, seitdem zu Linz).

## Verlauf
Der Katzbach entspringt in der Ortschaft Niederbairing der Gemeinde Altenberg bei Linz. Er fließt in südlicher Richtung entlang der Altenberger Straße, unterquert beim Koglerweg die A7 Mühlkreisautobahn und fließt nun entlang der Freistädter Straße nach Katzbach und Plesching, wo er nördlich unweit des Pleschinger Sees in Steyregg unmittelbar nach der Linzer Stadtgrenze in das Urfahrer Sammelgerinne mündet.
Vor der Regulierung der Donau (nach dem Hochwasser 1954) floss der Katzbach in Katzbach entlang des heutigen Katzbachwegs und Stockenhuberwegs zur Further Straße und mündete etwa dort in die Donau.